# 塔恩河畔维勒米尔
塔恩河畔维勒米尔（法語：Villemur-sur-Tarn，法語發音：[vilmyʁ syʁ taʁn]），法国西南部城市，奥克西塔尼大区上加龙省的一个市镇，隶属于图卢兹区，其市镇面积为46.57平方公里，2022年1月1日时人口数量为6,235人，在法国城市中排名第1,827位。
塔恩河畔维勒米尔位于上加龙省北部，塔恩河两岸，是一个区域性的中心城市，多条公路在此交汇。

## 地名来源
“维勒米尔”一名包含“维勒”和“米尔”两部分，分别来源于拉丁语单词“villa”和“muri”，意为“村落”和“城墙”，该名称可能与当地中世纪初的防御工事有关。“塔恩河畔”这一后缀自1921年起成为当地官方名称的一部分。
塔恩河畔维勒米尔位于法国奥克语区，其奥克语名称为“Vilamur de Tarn”。

## 历史
塔恩河畔维勒米尔境内曾发现旧石器时代的人类活动遗址。公元前121年，罗马人攻占并征服了维勒米尔及其附近的区域，公元五世纪时又被西哥特人占领。维勒米尔在中世纪中期逐渐形成城镇，当地领主在此修建阿尔比派建筑。宗教战争期间，维勒米尔发生多次宗教冲突，其中医院骑士团将领安托万·西皮永在1592年的维勒米尔围城战中身亡。法国大革命后，塔恩河畔维勒米尔成为上加龙省的一个市镇。工业革命期间，一条地方铁路由此通过，当地首座横跨塔恩河的桥梁于1834年建成。两次世界大战期间，来自法国东部及北部沦陷区的部分工厂曾迁至此地。

## 地理

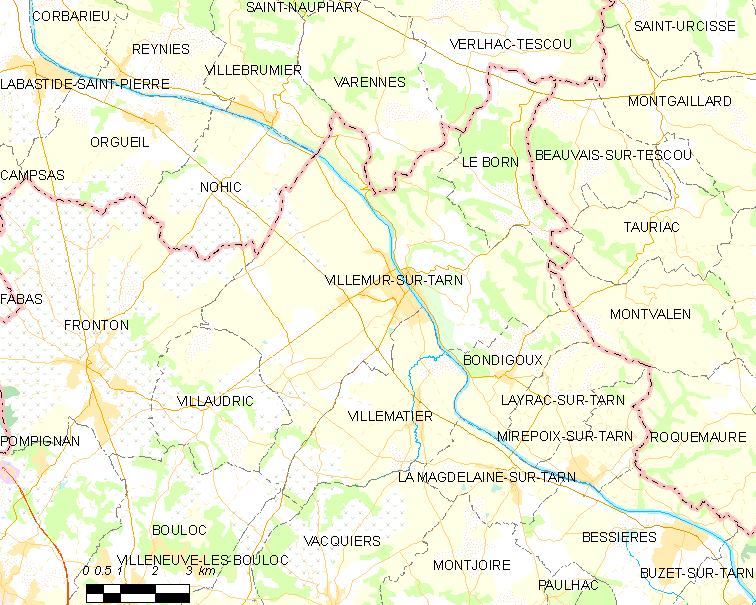
塔恩河畔维勒米尔市镇范围地图

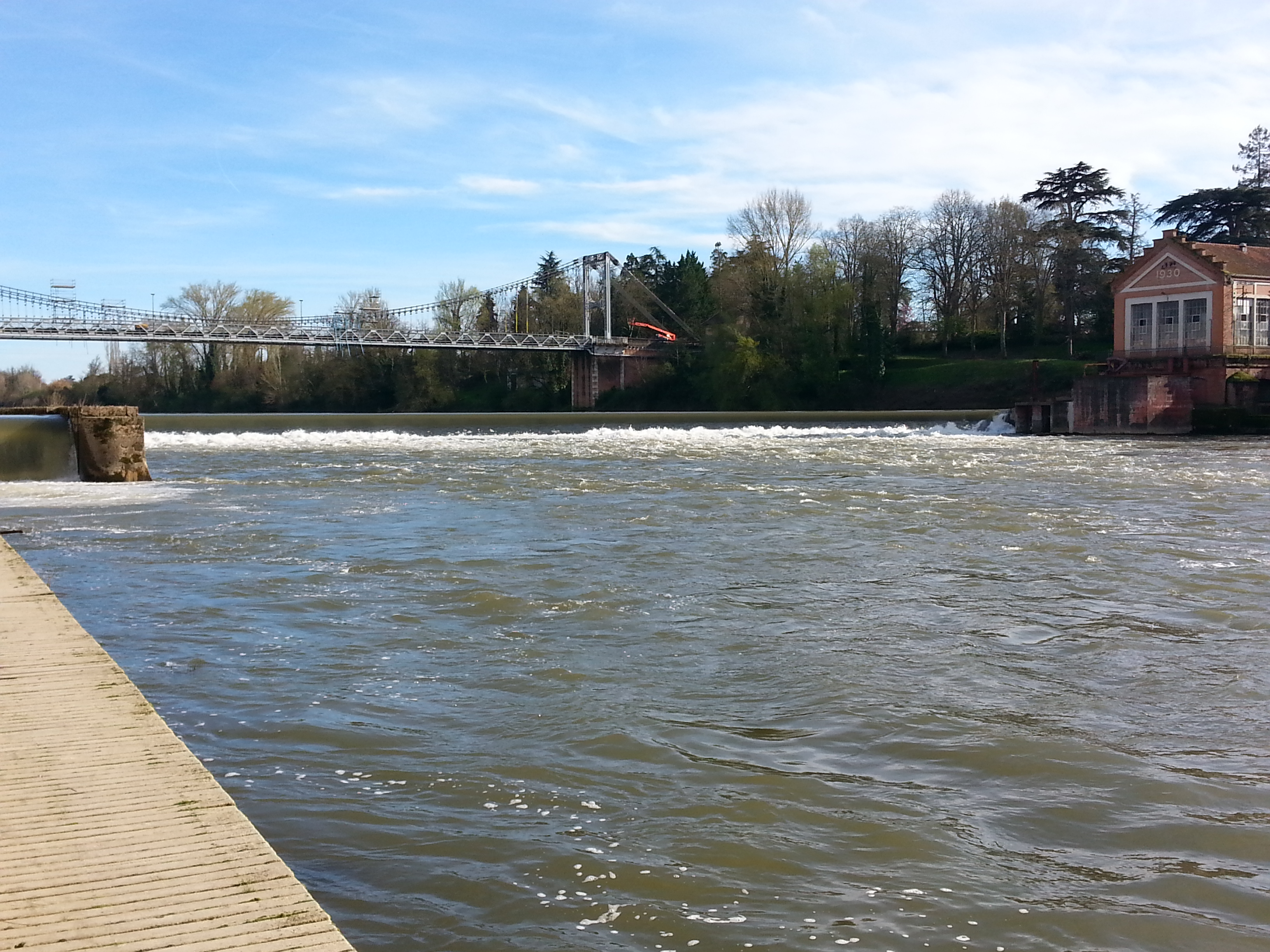
塔恩河

塔恩河畔维勒米尔位于法国西南部，奥克西塔尼大区西部和上加龙省北部，距离省会图卢兹大约39公里。与塔恩河畔维勒米尔接壤的市镇包括：瓦雷讷、蒙瓦朗、诺伊克、韦尔拉克泰斯库、维勒布吕米耶、邦迪古、勒博恩、布洛克、弗龙通、维洛德里克、维勒马捷、布洛克新城。

### 地形
塔恩河畔维勒米尔位于法国中央高原西南部边缘地带，境内以浅丘及丘陵为主，市镇中心地势较为平坦，全境海拔在85到218米之间。

### 水文
塔恩河自东南向西北流经境内，河中有一处水坝，该河是加龙河的右岸支流，后者为法国五大河流之一。

### 植被
塔恩河畔维勒米尔属于温带阔叶混交林区，林地主要分布于河流附近及市镇范围北部区域。
在鲜花城市的评比中，塔恩河畔维勒米尔暂未被评级。

### 气候
塔恩河畔维勒米尔在柯本气候分类法中属于带有亚热带特征的温带海洋性气候。

## 行政区划
塔恩河畔维勒米尔是法国奥克西塔尼大区上加龙省的一个市镇，编号为31584。塔恩河畔维勒米尔隶属于图卢兹区以及上加龙省第五选区，管理塔恩河畔维勒米尔县，同时也是瓦拉伊戈市镇公共社区的办公驻地。
法国国家统计与经济研究所（简称）在进行数据统计时，将包括塔恩河畔维勒米尔在内的周边共452个市镇划为图卢兹城市区。自2020年起，图卢兹城市区被包含527个市镇的图卢兹城市辐射区代替。此外，还将塔恩河畔维勒米尔市镇整体看作一个“块区”（IRIS）。

## 交通

### 公路
多条上加龙省省道在塔恩河畔维勒米尔境内交汇。奥克西塔尼大区下属的城际客运提供巴士线路，可前往图卢兹、弗龙通、塔恩河畔米尔普瓦、塔恩河畔比泽等地。
2017年，75%的塔恩河畔维勒米尔家庭拥有至少一辆私人汽车。2019年，塔恩河畔维勒米尔境内共发生各类交通事故4起，造成8人受伤。

### 铁路
距离塔恩河畔维勒米尔最近的运营中的客运铁路车站为位于波尔多－塞特铁路上的卡斯泰尔诺-代斯特雷特丰站，该站每天开行往返于图卢兹和阿让之间的区域列车。

### 航空
距离塔恩河畔维勒米尔最近的民用航空站为图卢兹-布拉尼亚克机场，距离塔恩河畔维勒米尔市中心的公路里程约36公里。

### 城市公共交通
截至2021年8月，塔恩河畔维勒米尔暂无城市公共交通系统。

## 政治

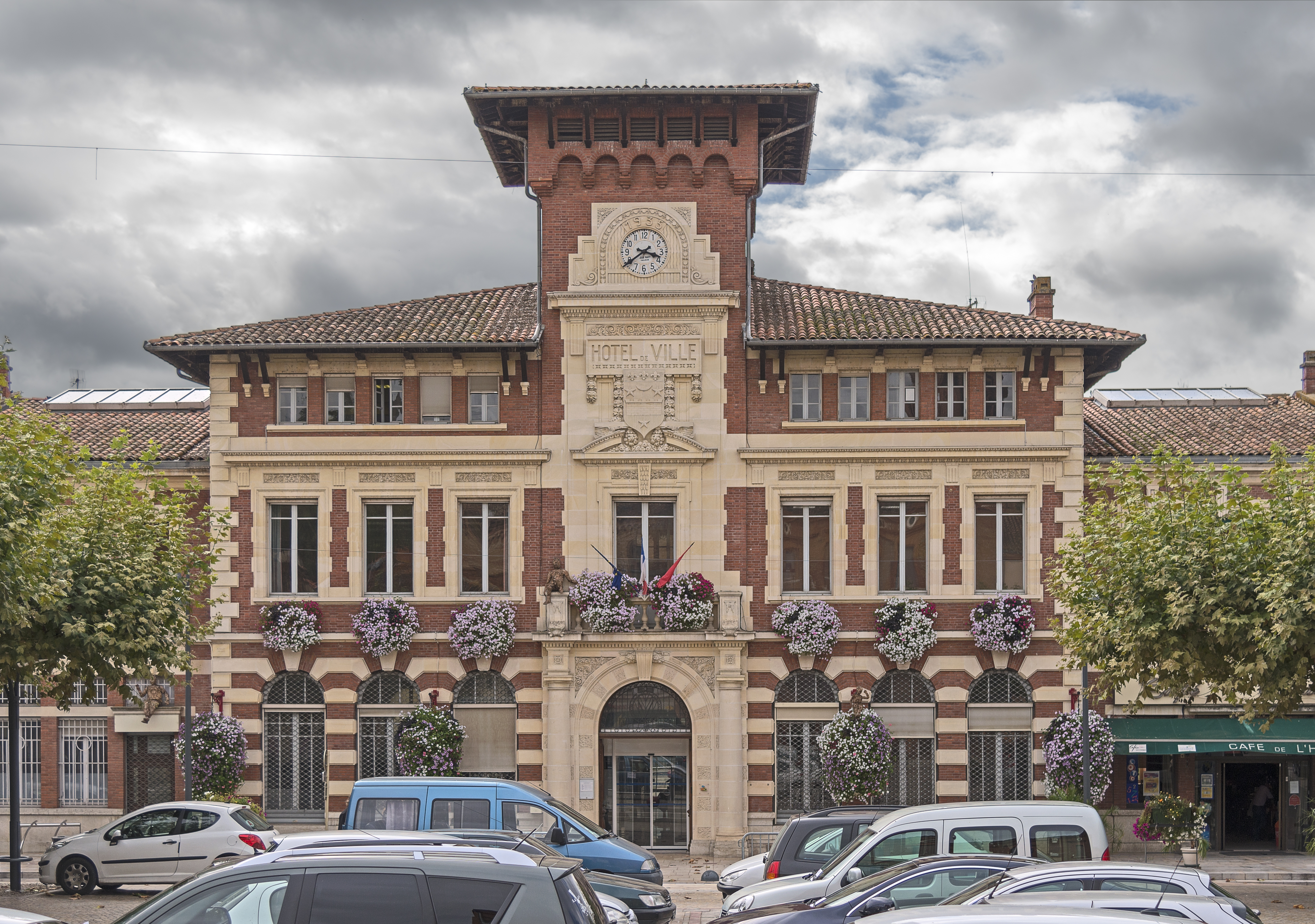
塔恩河畔维勒米尔市政厅

塔恩河畔维勒米尔的现任市长为让-马克·迪穆兰先生（Jean-Marc Dumoulin），他是共和党的一名成员，在2020年的市政选举中获得了52.94%的支持率。
在2017年的法国总统大选中，法国第25任总统埃马纽埃尔·马克龙在塔恩河畔维勒米尔获得了56.56%的支持率。

## 人口
2018年，塔恩河畔维勒米尔市镇人口数量为5,962，在法国排名第1,827位。其中男性2,906人，女性2,982人，75岁及以上人口占10.6%，外籍人口数量为1,105人，人口密度为128人/平方公里，当地居民被称为（男性）或（女性）。2019年，塔恩河畔维勒米尔境内出生53人，死亡人口57人。
| 年份   | 1936  | 1946  | 1954  | 1962  | 1968  | 1975  | 1982  | 1990  | 1999  | 2005  | 2010  | 2015  | 2018  |
| ------ | ----- | ----- | ----- | ----- | ----- | ----- | ----- | ----- | ----- | ----- | ----- | ----- | ----- |
| 人口數 | 3,038 | 3,595 | 3,691 | 4,169 | 4,738 | 4,692 | 4,415 | 4,840 | 4,929 | 5,078 | 5,654 | 5,873 | 5,962 |

## 经济
截止2021年8月，塔恩河畔维勒米尔共有各类用人单位（包含自雇）944家，平均历史为15年，其中96.16%为中小型企业（PME）。（大型零售）、（电子设备）及（油料作物）是当地2019年营业额最高的三个企业，分别为28,787,684欧元、17,816,388欧元和6,793,304欧元。

## 财政收入
2019年，塔恩河畔维勒米尔的财政收入总额为5,824,480欧元，财政支出总额为5,368,090欧元，当年的债务总额为5,592,480欧元。2021年，塔恩河畔维勒米尔共获得747,153欧元的国家财政补助，比上一年增加了2.34%。
2017年，塔恩河畔维勒米尔的人均月收入总额为2,035欧元，其中高级职员为3,493欧元，低于法国平均水平（4,214欧元）；中级职员为2,245欧元，低于法国平均水平（2,353欧元）；普通职员为1,597欧元，亦低于法国平均水平（1,690欧元）。
2017年，塔恩河畔维勒米尔境内的青壮年（15至64岁）失业率为13.9%，当地45.5%的家庭拥有纳税资格，平均纳税2,078欧元，低于法国平均水平（3,888欧元）。

## 社会事务

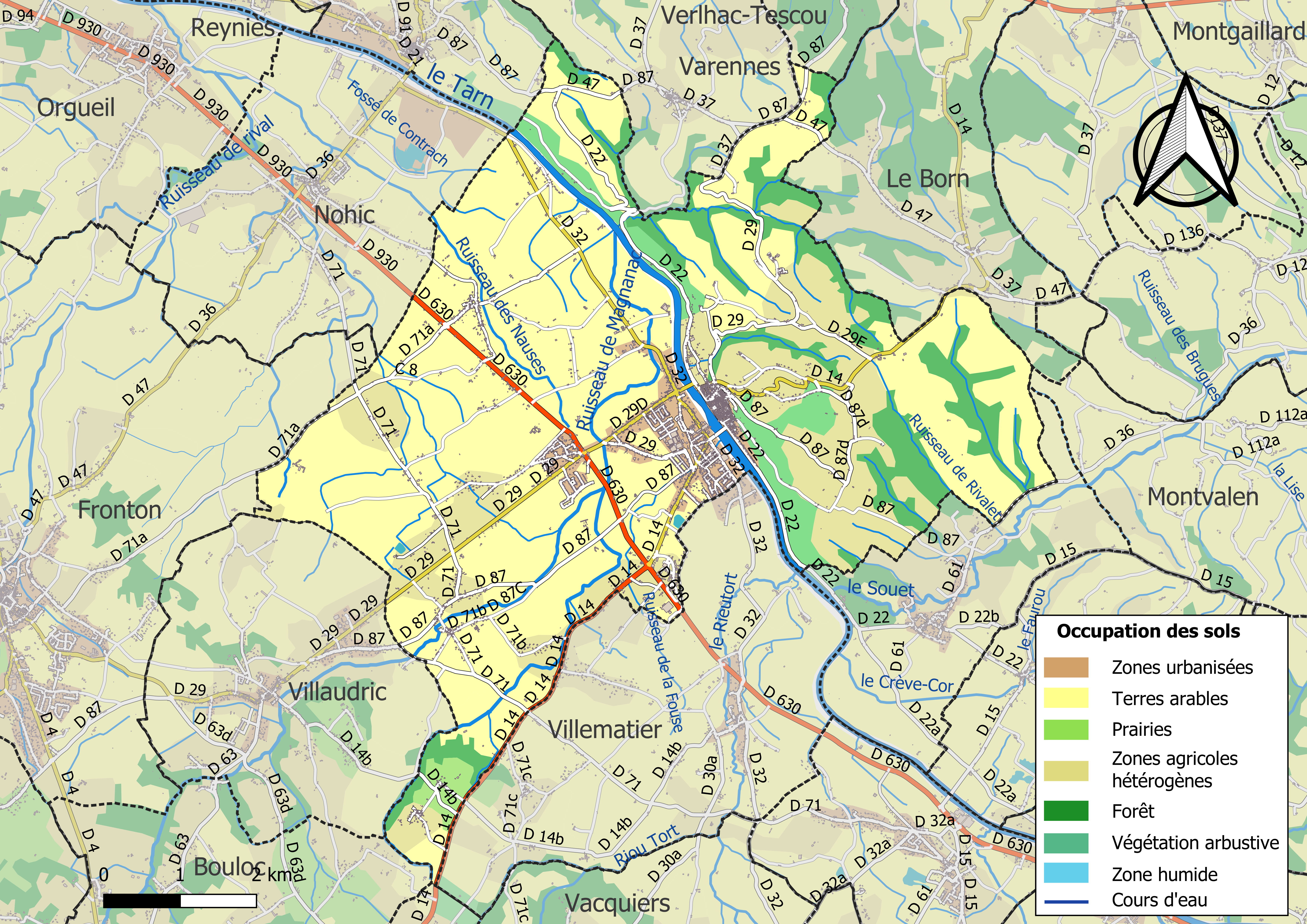
塔恩河畔维勒米尔土地利用情况地图

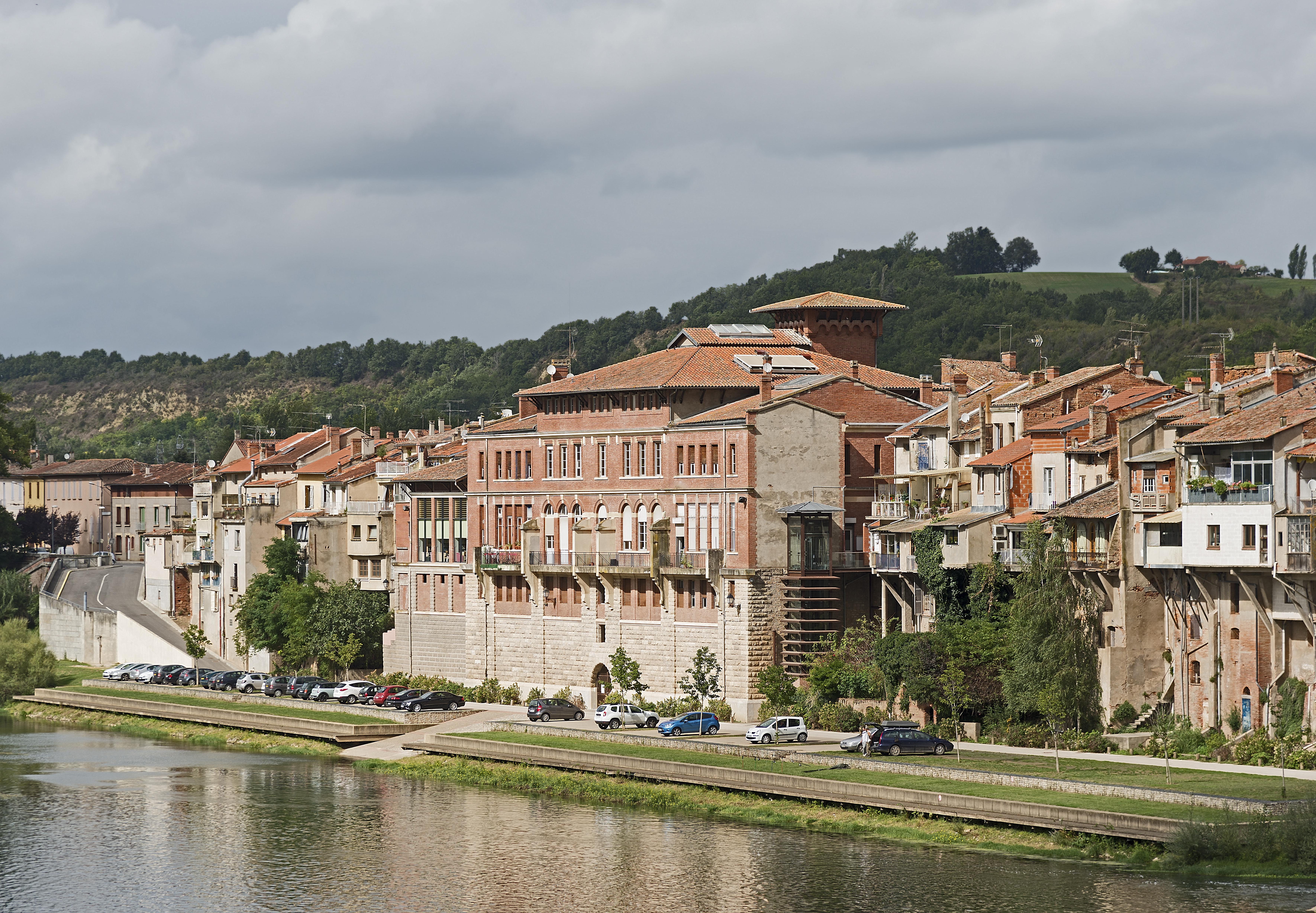
远眺塔恩河畔维勒米尔市中心

### 教育
塔恩河畔维勒米尔属于图卢兹学区。截止2019年1月1日，塔恩河畔维勒米尔境内共有1所幼儿园、3所小学和1所初级中学。2018至2019学年度，塔恩河畔维勒米尔境内共有在校中等教育阶段学生487名。

### 医疗
截止2019年1月1日，塔恩河畔维勒米尔境内共有全科医生6名、保健师10名、牙医5名、护士18名和妇科医生1名。境内共有药房3家、养老院2家、残疾人帮扶中心1家。
距离塔恩河畔维勒米尔最近的区域性医疗机构位于蒙托邦。

### 住房
2017年，塔恩河畔维勒米尔境内共有各类住房3,093套，其中73.3%为独立式居民区，25.6%为集中式居民区。常住房屋占塔恩河畔维勒米尔市镇范围内居民建筑总量的86.1%。
在住房保障政策方面，2017年，塔恩河畔维勒米尔境内共有542户家庭获得了住房经济补助，受益人数占总人口数量的9.2%，其中472份为房租补助。

### 商业
2019年，塔恩河畔维勒米尔境内共有各类实体商铺164家，其中餐厅21家、大型超市2家、杂货店3家、面包房5家、肉铺4家、装饰品店1家、银行门店5家、美容美发店10家、汽车维修店10家。市区南部建有一家E.Leclerc超市。

### 体育
2019年，塔恩河畔维勒米尔境内共有1家游泳池、1间体育馆、2座综合体育场、10处网球场、3处足球或橄榄球场以及1处篮球或排球场。
截至2021年8月，维勒米尔人体育联盟（A.S. Villemurienne）是当地唯一的注册足球队，2021至2022赛季参加奥克西塔尼大区足球联赛。

### 环境
塔恩河畔维勒米尔的环境事务由其所属的公共社区负责。2019年，塔恩河畔维勒米尔境内共有1家污染企业。

### 治安
2019年，塔恩河畔维勒米尔市镇范围内有1处宪兵队。
2014年，塔恩河畔维勒米尔及附近地区共发生各类案件9,098起，其中盗窃类案件6,339起，经济类案件1,150起，毒品交易类案件269起。

## 文化
2019年，塔恩河畔维勒米尔境内暂无任何文化设施。塔恩河畔维勒米尔市政府提供多媒体中心，向公众全年开放。

### 建筑
塔恩河畔维勒米尔境内有多处历史建筑，其中防卫塔（Tour de défense）、悬索桥（Pont suspendu）等为当地的代表性建筑物。

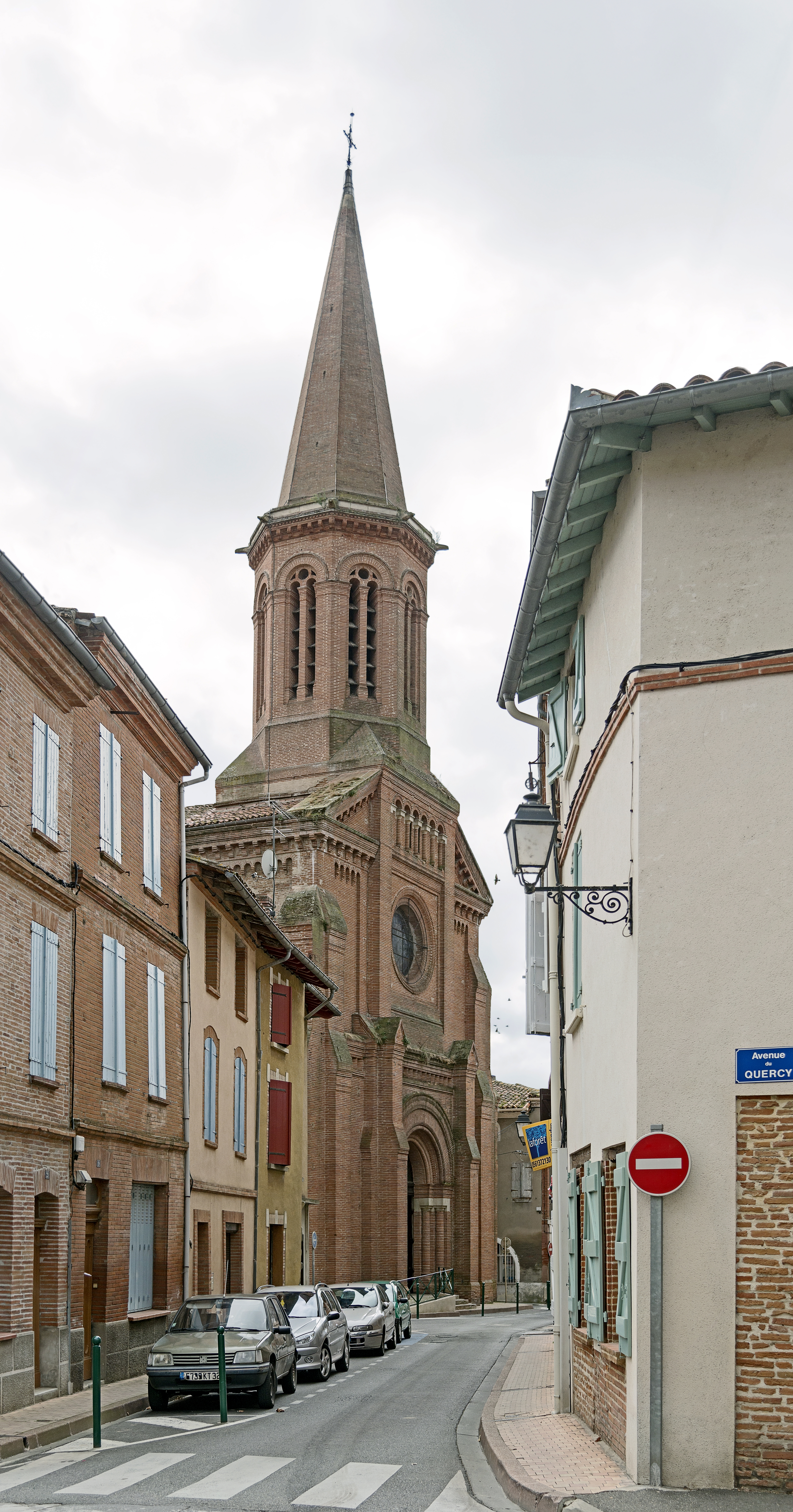
圣米歇尔教堂
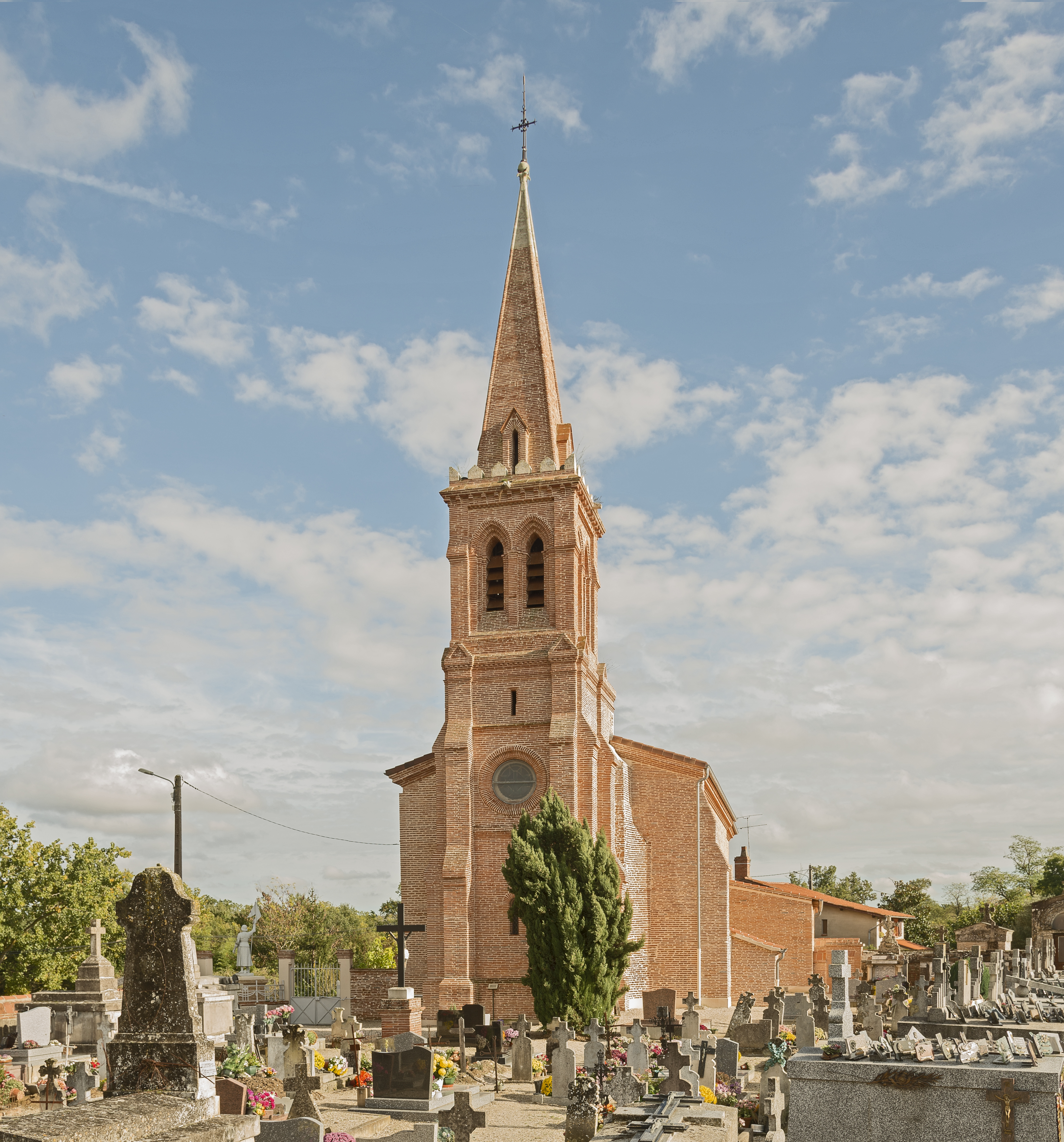
圣伯多禄教堂
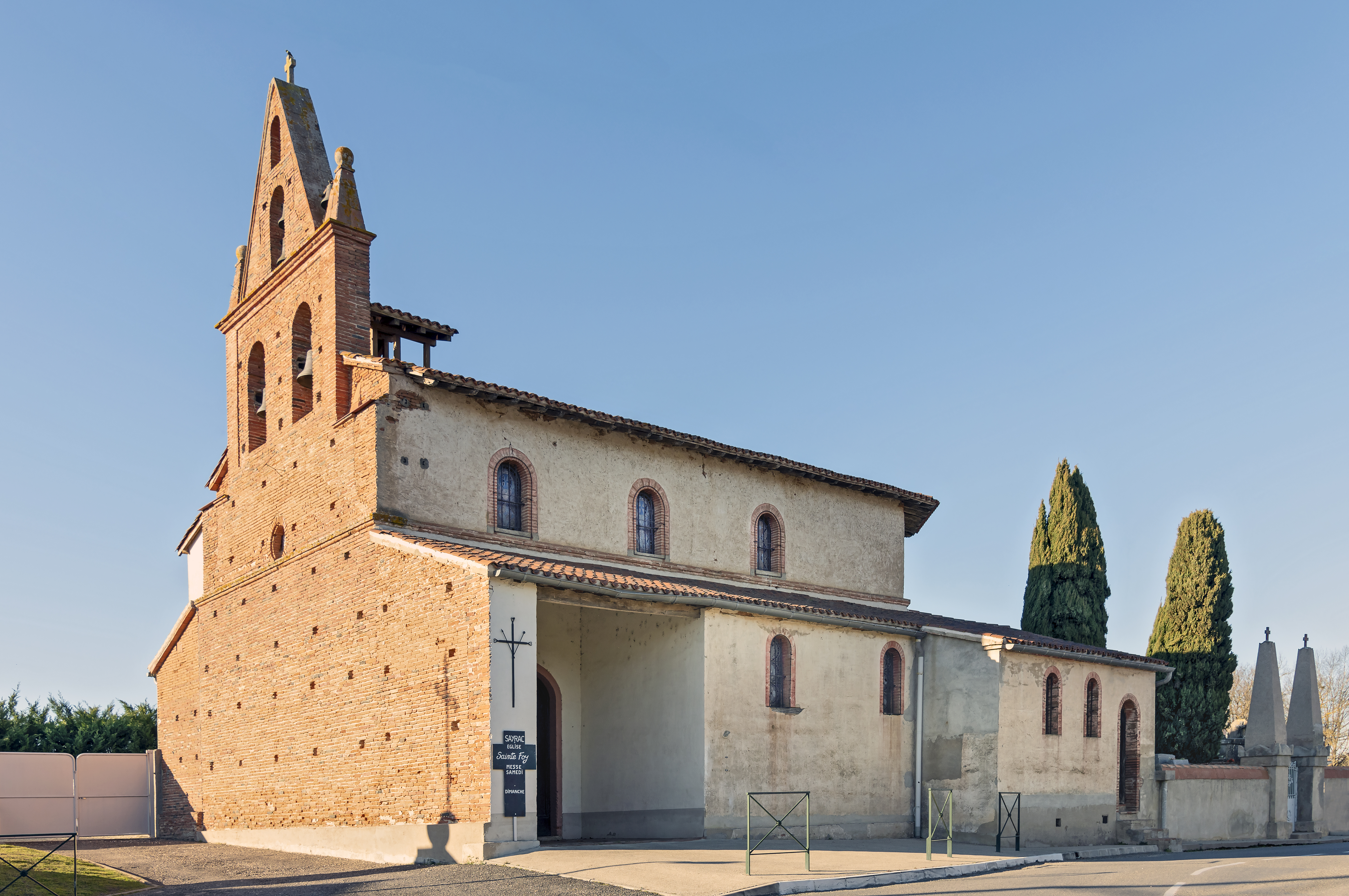
圣富瓦教堂
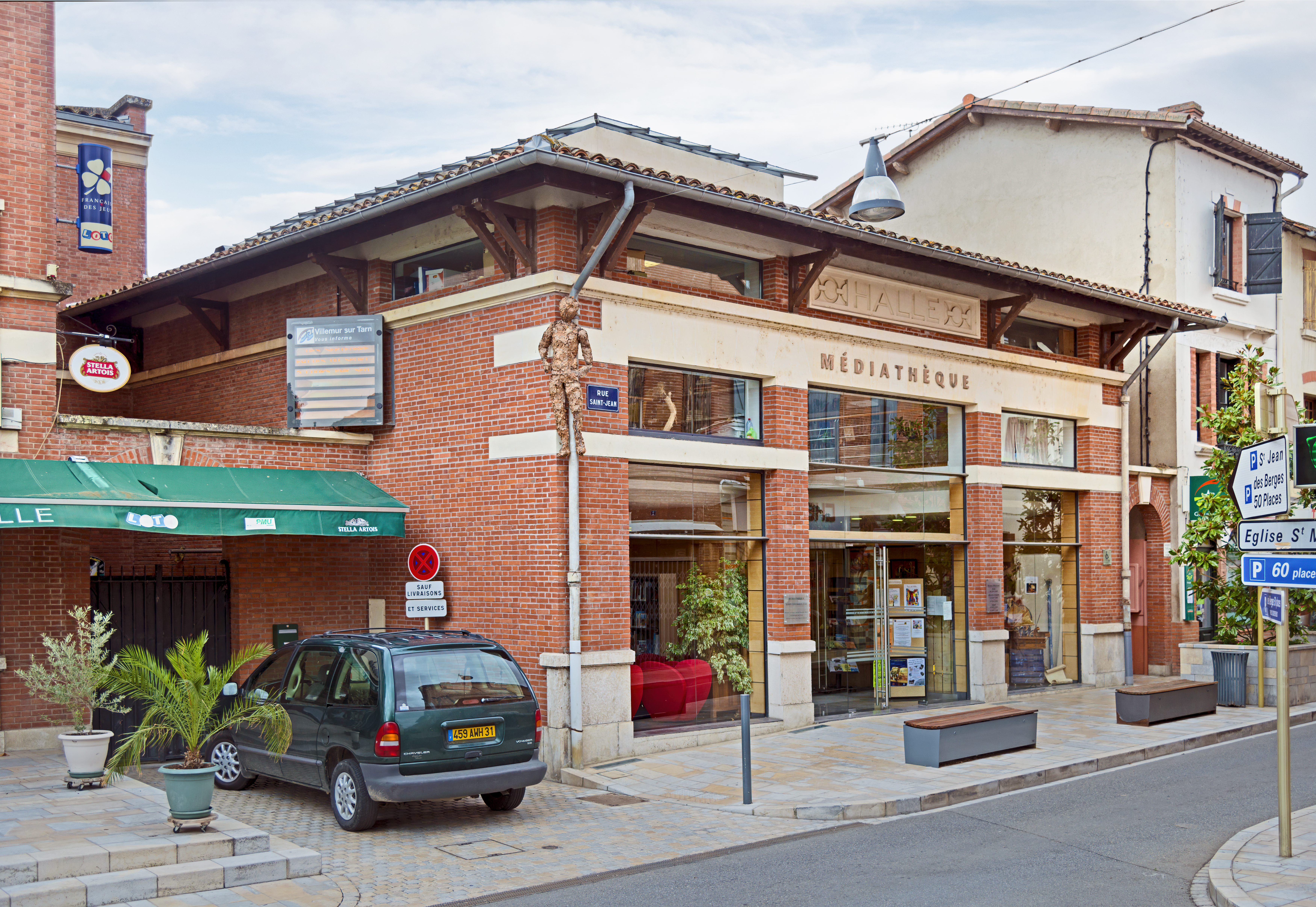
多媒体中心
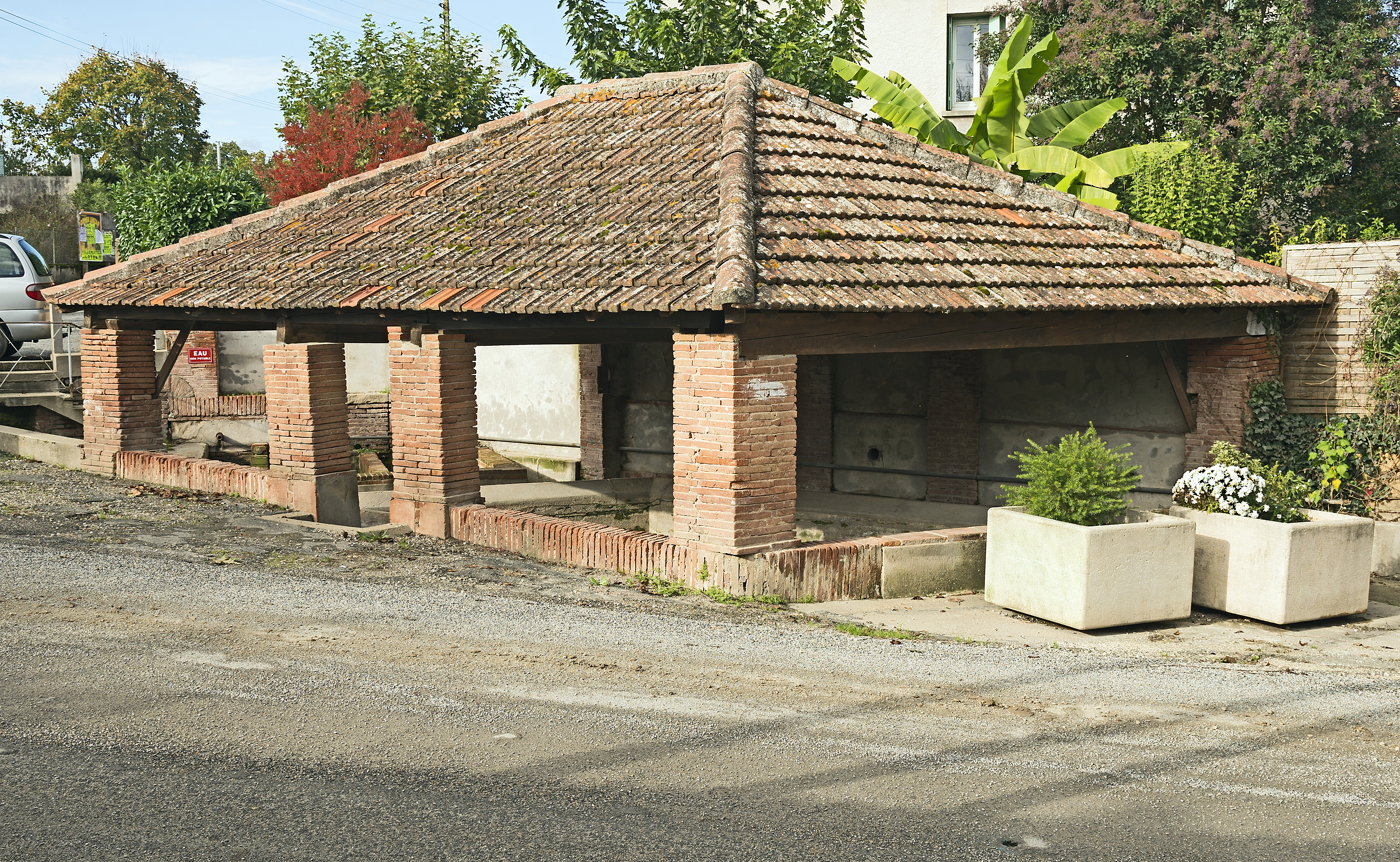
浣洗池
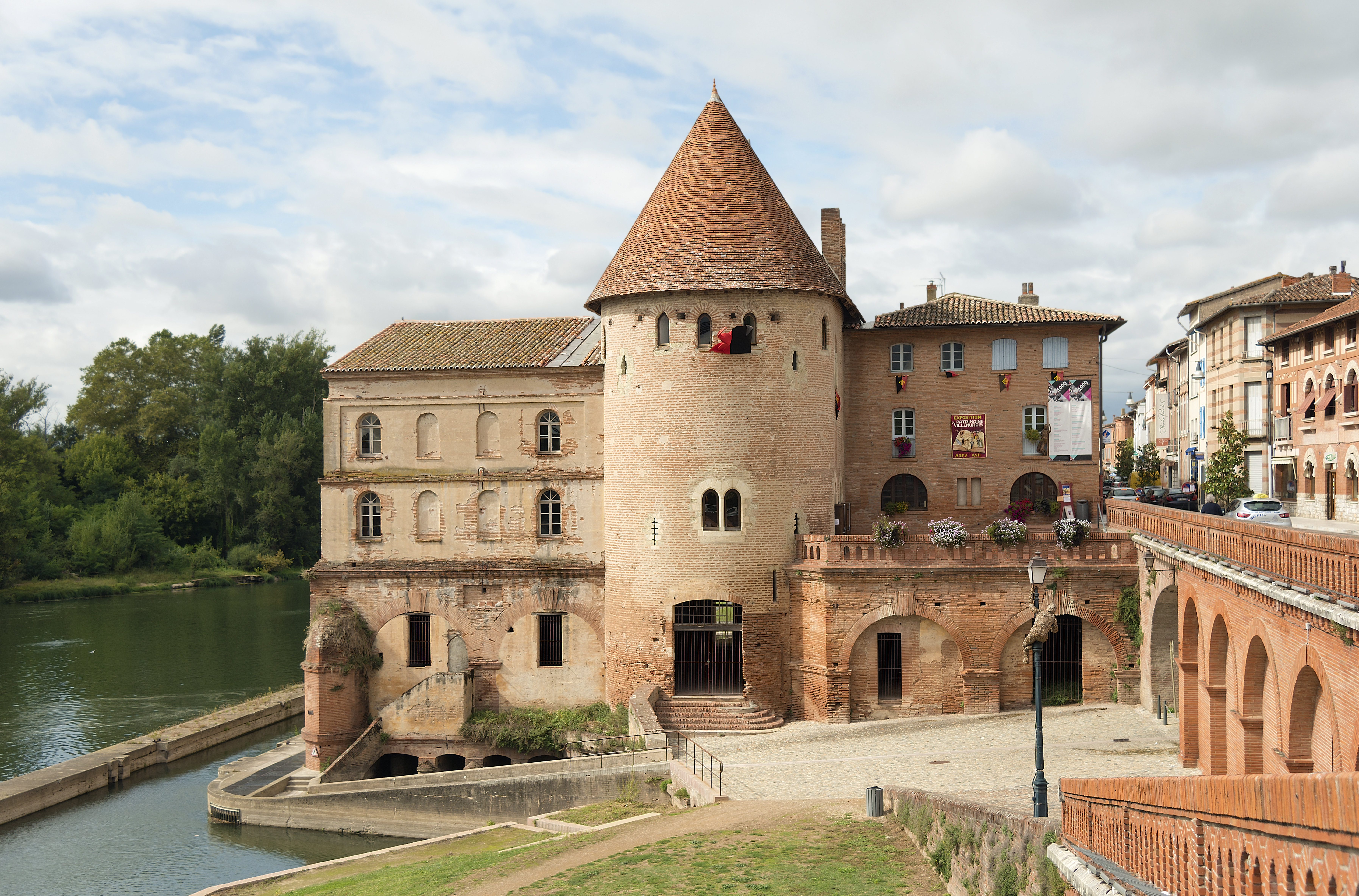
防卫塔
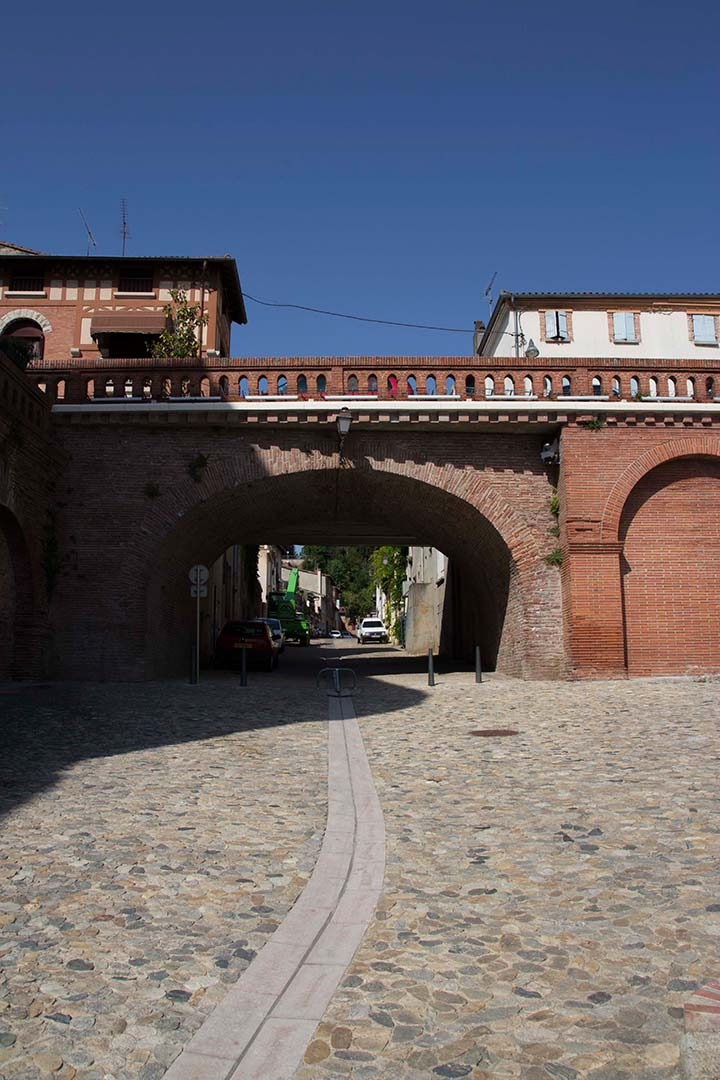
圣母沟

### 旅游
塔恩河畔维勒米尔的旅游事务由其所属的公共社区负责。2020年，塔恩河畔维勒米尔境内共有1家酒店共计7间房间。

### 媒体
法国主要的媒体均可在塔恩河畔维勒米尔接收，法国电视三台下属的奥克西塔尼大区频道在部分时段播出塔恩河畔维勒米尔所属区域的地方新闻。

## 友好城市
截至2021年8月，塔恩河畔维勒米尔共与两座城市互为友好城市关系：
- 義大利 法拉-因萨比纳
- 西班牙 塞奥德乌赫尔